# Opstandingskathedraal (Berlijn)
De Kathedraal van de Opstanding van Christus (Duits: Christi-Auferstehungs-Kathedrale, Russisch: Свято-Воскресенский собор, Svjato-Voskresenskij sobor) is een Russisch-orthodoxe kathedraal in Wilmersdorf, een wijk in het Berlijnse district Charlottenburg-Wilmersdorf. De kathedraal werd tussen 1936 en 1938 gebouwd naar het ontwerp van Karl Schellberg.

## Geschiedenis
Na de oktoberrevolutie vluchtten veel Russen naar Berlijn en vestigden zich in het Neuer Westen. Rond het Prager Platz ontstond een centrum van Russische intellectuelen, boekhandelaars en ondernemers. Op 5 november 1928 werd met de bouw van een groot wooncomplex aan de Hohenzollerndamm/Ruhrstraße een ruimte voor een Russisch-orthodox godshuis ingericht. Toen het Deutsche Arbeitsfront het gebouw, waarin de kathedraal zich bevond, wilde gebruiken voor de Duitse Levensverzekering, werd de Russisch-orthodoxe Kerk een stuk bouwgrond voor een nieuwe kathedraal aan de Hoffmann-von-Fallersleben-Platz ter beschikking gesteld. Op 31 augustus 1936 vond de eerststeenlegging plaats en op 13 mei 1938 werd de kathedraal ingewijd. 
Tijdens de Tweede Wereldoorlog leed de kerk praktisch geen schade. 
De iconostase van de kerk stamt oorspronkelijk uit een kerk bij Warschau.
De kathedraal biedt pastorale zorg aan ongeveer 2000 Russisch-orthodoxe gelovigen.